# Чила
Чила (чеш. Čilá, бывш. нем. Tschila) — муниципалитет на западе Чешской Республики, в Пльзенском крае. Входит в состав района Рокицани.
Один из самых малонаселённых муниципалитетов Чехии.

## География
Расположен на крайнем северо-востоке района, на реке Бероунка, в 26,5 км к северо-востоку от города Рокицани и в 35 км к северо-востоку от Пльзени.
Граничит с муниципалитетами Подмокли (с юго-запада) и Градиште (с запада), а также с муниципалитетами Гржебечники (с севера) и Скрые (с востока) района Раковник.
Через Чилу два раза в день по будним дням проходит автобус, курсирующий между общинами Градиште и Млечице.

## История
Первое письменное упоминание датируется 1379 годом, когда Чилой владел Микшик из Шловиц. До гуситских войн поселение относилось к звиковецкому костёлу.
После Тридцатилетней войны деревня опустела, и лишь в 1715 году там были вновь зафиксированы жители.
Последним феодальным владельцем был Карел Эгон из рода Фюрстенбергов. С 1850 года — муниципалитет.

### Изменение административного подчинения
- 1850 год — Австрийская империя, Богемия, край Прага, политический район Горжовице, судебный район Збирог;
- 1855 год — Австрийская империя, Богемия, край Прага, судебный район Збирог;
- 1868 год — Австро-Венгрия, Цислейтания, Богемия, политический район Горжовице, судебный район Збирог;
- 1896 год — Австро-Венгрия, Цислейтания, Богемия, политический район Рокицани, судебный район Збирог[5];
- 1920 год — Чехословацкая Республика, Пльзеньская жупания[чеш.], политический район Рокицани, судебный район Збирог;
- 1928 год — Чехословацкая Республика, Чешская земля, политический район Рокицани, судебный район Збирог
- 1939 год — Протекторат Богемии и Моравии, Богемия, область Пльзень, политический район Рокицани, судебный район Збирог[6]
- 1942 год — Протекторат Богемии и Моравии, Богемия, область Пльзень, политический район Пльзень-село, судебный район Збирог[7]
- 1945 год — Чехословацкая Республика, Чешская земля, административный район Рокицани, судебный район Збирог[8]
- 1949 год — Чехословацкая Республика, Пльзеньский край, район Рокицани[9]
- 1960 год — ЧССР, Западно-Чешский край, район Рокицани
- 2003 год — Чехия, Пльзеньский край, район Рокицани, ОРП Рокицани

## Население
| Год  | Численность | Численность |
| ---- | ----------- | ----------- |
| 1869 | 133         | [ 10 ]      |
| 1880 | 127         | [ 10 ]      |
| 1890 | 138         | [ 10 ]      |
| 1900 | 136         | [ 10 ]      |
| 1910 | 139         | [ 10 ]      |
| 1921 | 102         | [ 10 ]      |
| 1930 | 108         | [ 10 ]      |
| 1950 | 52          | [ 10 ]      |
| 1961 | 47          | [ 10 ]      |
| 1970 | 37          | [ 10 ]      |
| 1980 | 35          | [ 10 ]      |
| 1991 | 24          | [ 10 ]      |
| 2001 | 24          | [ 10 ]      |
| 2011 | 19          | [ 10 ]      |
| 2014 | 18          | [ 11 ]      |
| 2016 | 15          | [ 12 ]      |
| 2017 | 16          | [ 13 ]      |
| 2018 | 16          | [ 14 ]      |
| 2019 | 19          | [ 15 ]      |
| 2020 | 18          | [ 16 ]      |
| 2021 | 18          | [ 17 ]      |
| 2022 | 20          | [ 18 ]      |
| 2023 | 20          | [ 19 ]      |
| 2024 | 18          | [ 3 ]       |

До Первой мировой войны численность населения деревни оставалась стабильной, далее начала снижаться.
По переписи 2011 года в деревне проживало 19 человек (все чехи), из них 8 мужчин и 11 женщин (средний возраст — 59,7 лет), все старше 14 лет. 
Из них 1 человек был необразованным, 4 имели базовое (в том числе неоконченное) образование, 11 — среднее, включая учеников (из них 7 с аттестатом зрелости) и 3 — высшее (1 бакалавр и 2 магистра).
Из 19 человек 8 были экономически активны (в том числе 1 безработный), 11 — неактивны (9 неработающих пенсионеров и 2 учащихся).
Из 7 работающих 5 работали в сельском хозяйстве и 2 — в промышленности.